# Renversement (musique)
Pour les articles homonymes, voir Renversement.
En théorie de la musique, un renversement :
- est l'inversion des deux notes d'un intervalle ;
- modifie la basse d'un accord.

## Intervalle
Le renversement d'un intervalle est un autre intervalle formant le complément du premier dans l'octave.
Par exemple, la quarte est le renversement de la quinte — et inversement. Autrement dit, l’intervalle ascendant sol-do est le renversement de l’intervalle ascendant do-sol. 
| l'unisson              | est le renversement de | l'octave              |
| la seconde             | est le renversement de | la septième           |
| la tierce              | est le renversement de | la sixte              |
| la quarte              | est le renversement de | la quinte             |
| un intervalle majeur   | est le renversement de | un intervalle mineur  |
| un intervalle juste    | est le renversement de | un intervalle juste   |
| un intervalle augmenté | est le renversement de | un intervalle diminué |

## Accord

Les trois états de l'accord de do majeur (do - mi - sol) : état fondamental, premier et deuxième renversement.

En harmonie tonale, un accord est défini par son état fondamental. Toute modification de sa basse conduit au renversement de cet accord.

### État fondamental
Un accord à l'état fondamental est un accord dont la basse (note la plus grave) est sa note fondamentale. Il n'est pas forcément formé d'un empilement de tierces (comme l'accord do - mi - sol) ; l'ordre des notes peut être différent : par exemple, l'accord do - sol - mi est aussi un accord à l'état fondamental.
Sous forme réduite, l'accord est représenté par une superposition de tierces obtenue en abaissant les notes supérieures d'une ou plusieurs octaves. L'accord est alors à l'état fondamental réduit.

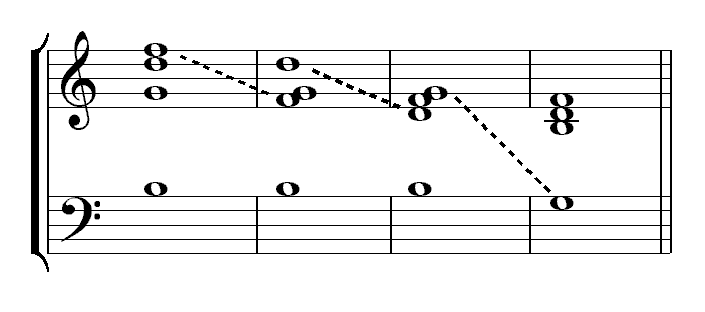
Pour obtenir l'état fondamental réduit d'un accord, il faut abaisser les notes supérieures d'une octave jusqu'à obtenir un empilement de tierces

Lorsqu'un accord est renversé, certains de ses intervalles constitutifs le sont également. Cependant, chaque note de cet accord conserve le nom d'intervalle qu'elle aurait dans l'accord fondamental correspondant. Par exemple, dans le premier renversement d'un accord de trois notes (exemple B), la basse conserve son nom de tierce, bien que située une sixte au-dessous de la fondamentale. À la différence d'un simple changement de position, un changement d'état — pour ce qui est des consonances parfaites consécutives ou directes — constitue un changement d'accord.

### Renversements

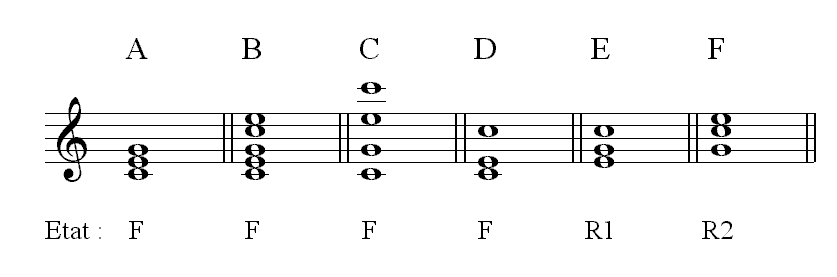
Accord à l'état fondamental (A, B, C, D) sous sa forme réduite en A, avec le premier (E) et deuxième renversement (F)

Un accord est à l'état de renversement, ou renversé, lorsque cet accord n'est pas à l'état fondamental, c’est-à-dire lorsque sa note fondamentale n’est pas à la basse.
Son renversement est déterminé par la note qui se retrouve à la basse.
- Un premier renversement est un accord dont la tierce est à la basse.

Exemple : « mi-sol-do »
- Un deuxième renversement est un accord dont la quinte est à la basse.

Exemple : « sol-do-mi »
- Un troisième renversement est un accord dont la septième est à la basse. Il s'agit d'un accord d'au moins quatre notes.

Exemple : « si-do-mi-sol »
- Un quatrième renversement est un accord dont la neuvième est à la basse. Il s'agit d'un accord de cinq notes.

Exemple : « ré-si-do-mi-sol »